# Kotakara-jima
Kotakara-jima (japonais (小宝島) Kotakara-jima ou Kodakara-jima) est une île au sud du Japon.

## Géographie
Kotakara-jima est située à environ 73 km au sud-ouest de l'île principale de Nakano et à environ 12 km au nord de la Takara-jima. C'est la plus petite île de l'archipel.
L'île est une île de corail et a une superficie d'environ 1,1 km2 avec une circonférence d'environ 4,74 km. Le climat est subtropical. Le point culminant est à environ 102 m au-dessus du niveau de la mer.
La population est d'environ 50 habitants. Elle dépend administrativement du village de Toshima de la préfecture de Kagoshima.
Il y a une source chaude, Yutomari-onsen, sur l'île où l'eau atteignant le sol par des fissures dans la pierre de corail avoisine près de 90 degrés.
L'île est dépourvue d'aéroport. Il y a un service régulier de ferry depuis la ville de Kagoshima sur le continent. Le trajet dure environ treize heures.

## Histoire
On ignore quand elle a été découverte, le premier cas documenté est mentionné dans le livre Nihonshoki à partir de 720. L'île fait partie des Îles Ryūkyū.
Pendant la Seconde Guerre mondiale les États-Unis occupèrent la région au printemps 1945 et gérèrent les îles jusqu'à leur restitution au Japon en 1953.